# Křičeň
Křičeň je obec v okrese Pardubice v Pardubickém kraji. Žije zde 294 obyvatel.

## Historie
První písemná zmínka o obci pochází z roku 1436, kdy král Zikmund potvrdil Divišovi Bořkovi z Miletína držbu zboží od kláštera Opatovického, které zahrnovalo vesnice Křičeň, Ždánice, Dolany a Rohoznice.

## Obyvatelstvo
| Rok            | 1869 | 1880 | 1890 | 1900 | 1910 | 1921 | 1930 | 1950 | 1961 | 1970 | 1980 | 1991 | 2001 | 2011 | 2021 |
| -------------- | ---- | ---- | ---- | ---- | ---- | ---- | ---- | ---- | ---- | ---- | ---- | ---- | ---- | ---- | ---- |
| Počet obyvatel | 422  | 476  | 527  | 461  | 466  | 446  | 417  | 320  | 311  | 283  | 294  | 259  | 251  | 249  | 226  |
| Počet domů     | 65   | 68   | 67   | 68   | 72   | 76   | 85   | 85   | 82   | 82   | 80   | 94   | 93   | 95   | 94   |

## Obecní správa
Mezi lety 1869–1975 Křičeň byla obcí v okrese Pardubice (1869–1930), poté v okrese Pardubice-okolí (1950) a později opět v okrese Pardubice. Od 1. ledna 1976 do 23. listopadu 1990 patřila jako část města k Lázním Bohdanči a od 24. listopadu 1990 je opět samostatnou obcí.

### Obecní symboly
Znak a vlajka byly obci uděleny rozhodnutím předsedy Poslanecké sněmovny Parlamentu České republiky dne 20. ledna 2005.

## Další fotografie

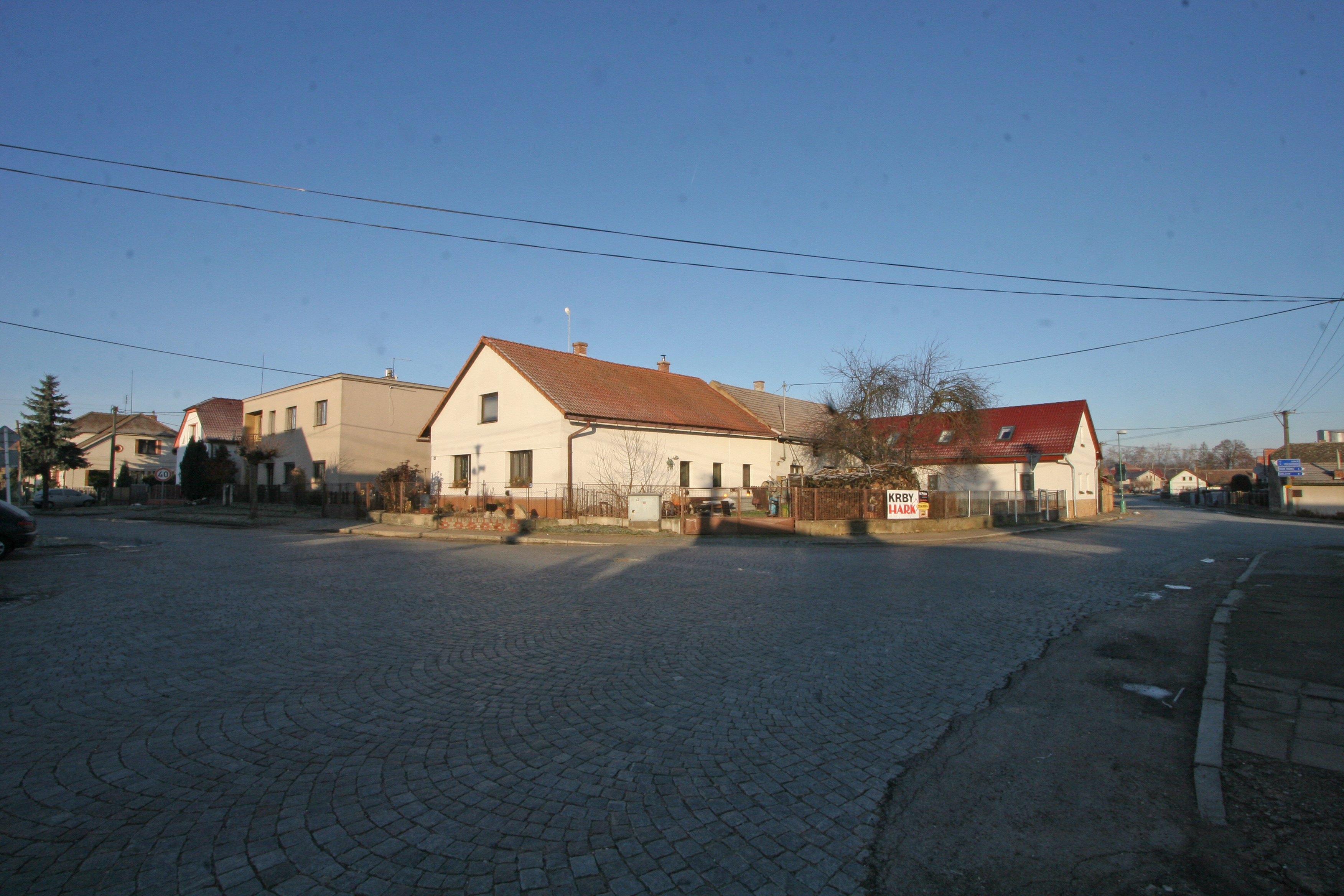
Náves
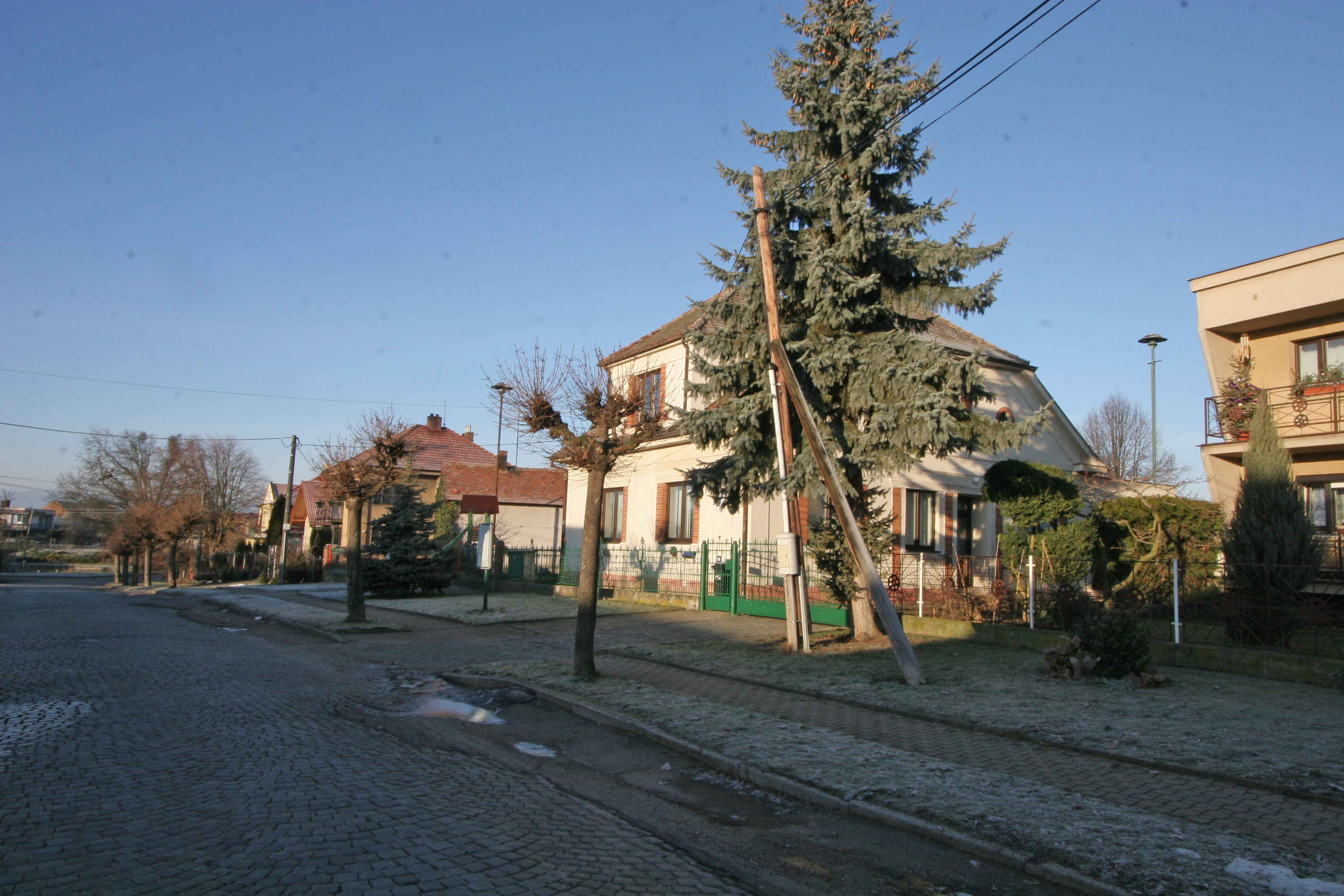
Obecní úřad
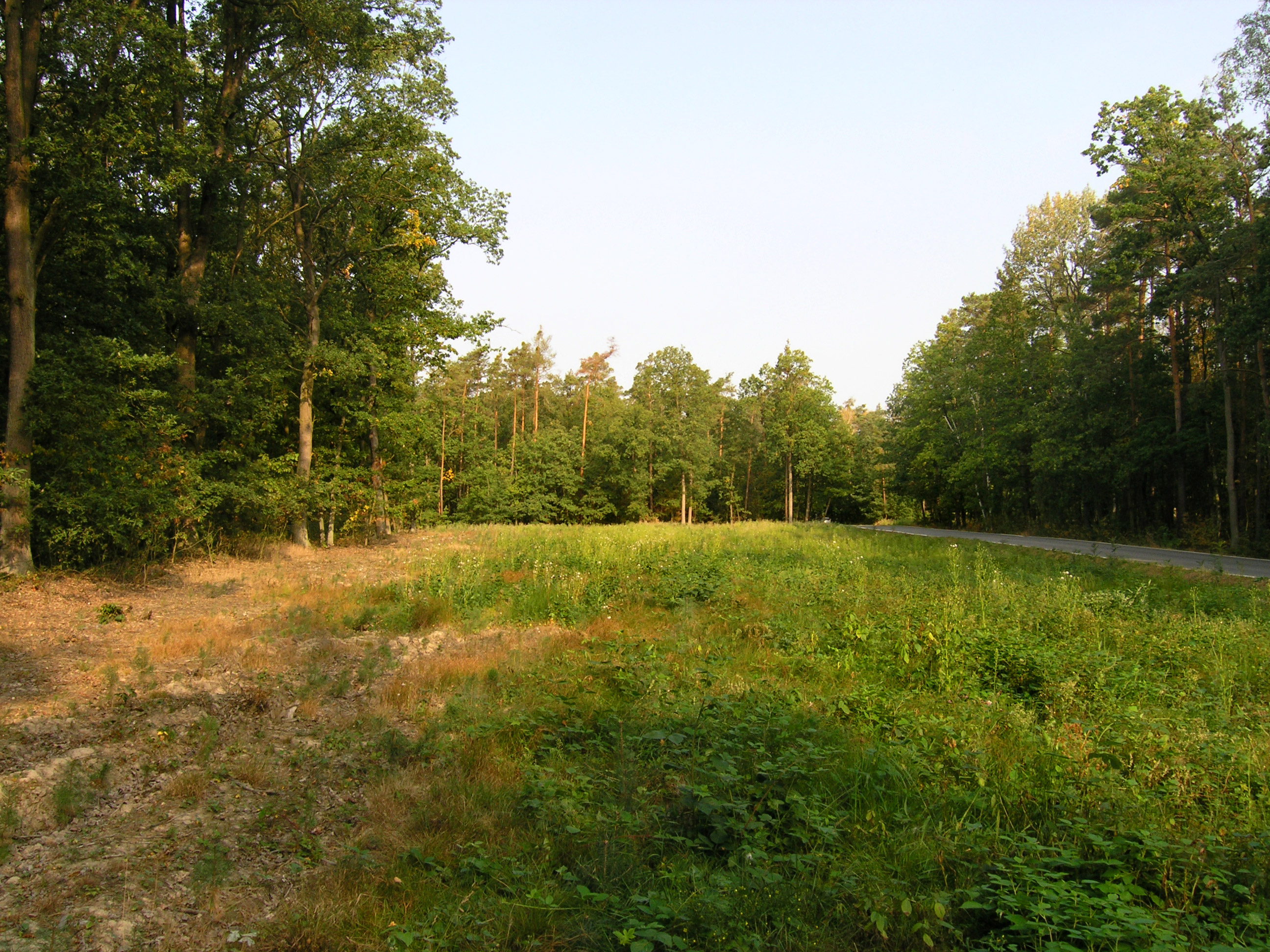
Les u obce